# Lepidotrigla abyssalis
Lepidotrigla abyssalis és una espècie de peix pertanyent a la família dels tríglids.

## Descripció
- Fa 17cm de llargària màxima.[4][5]

## Hàbitat
És un peix marí, demersal i de clima temperat que viu entre 60-415 m de fondària.

## Distribució geogràfica
Es troba al Pacífic nord-occidental: el Japó, el mar de la Xina Oriental i l'est de Corea.

## Observacions
És inofensiu per als humans.